# Albertatherium
Albertatherium — це вимерлий рід метатерій, який жив у пізньому крейдяному періоді Північної Америки. Рід містить два види: Albertatherium primus (типовий вид) і Albertatherium secundus. Скам'янілості були знайдені в формації Ігл в Монтані та формації Мілк Рівер в Альберті.